# Wielersport op de Middellandse Zeespelen 1991
Wielersport is een van de sporten die beoefend werden tijdens de Middellandse Zeespelen 1991 in Athene, Griekenland. Er waren in totaal zes onderdelen, waarvan drie op de weg en eveneens drie op de baan. Op de weg werden de volgende onderdelen georganiseerd; een wegwedstrijd (152 km), ploegentijdrit (100 km) en een individuele wedstrijd van 50 kilometer. Op de baan werden de volgende drie onderdelen georganiseerd; een individuele achtervolging, sprint, en één losse kilometer. 
Een belangrijke notitie is dat de wedstrijden alleen werden georganiseerd voor mannen.

## Uitslagen

### Weg
| Event          | Goud                                                                    | Zilver                                                                                | Brons                                                           |
| -------------- | ----------------------------------------------------------------------- | ------------------------------------------------------------------------------------- | --------------------------------------------------------------- |
| Wegrit         | Davide Rebellin                                                         | Michele Bartoli                                                                       | Olivier Ackermann                                               |
| Ploegentijdrit | Italië Flavio Anastacia Luca Colombo Gianfranco Contri Cristian Salvato | Frankrijk Didier Faivre-Pierret Jean-François Bresset Jean-Louis Marel Nicolas Aubier | Spanje Alvaro Galdeano José Ortega David Plaza Miguel Fernandez |
| Ind. wedstrijd | Marco Villa                                                             | Eric Magnin                                                                           | Iñaki Aranguren                                                 |

### Baan
| Event                     | Goud                       | Zilver                | Brons                 |
| ------------------------- | -------------------------- | --------------------- | --------------------- |
| Individuele achtervolging | Eleuterio Mancebo          | Ivan Beltrami         | Adolfo Alperi Plaza   |
| Sprint                    | José Manuel Moreno Periñan | José Antonio Escuredo | Hervé Thuet           |
| Kilometer                 | José Manuel Moreno Periñan | Frédéric Magné        | José Antonio Escuredo |

## Medaillespiegel
| Plaats | Land      | Goud | Zilver | Brons | Totaal |
| 1      | Italië    | 3    | 2      | 0     | 5      |
| 2      | Spanje    | 3    | 1      | 4     | 8      |
| 3      | Frankrijk | 0    | 3      | 2     | 5      |
| Totaal | Totaal    | 6    | 6      | 6     | 18     |

1955 · 1959 · 1963 · 1967 · 1971 · 1975 · 1979 · 1983 · 1987 · 1991 · 1993 · 1997 · 2001 · 2005 · 2009 · 2013 · 2018 · 2022
Atletiek · Basketbal · Boksen · Gewichtheffen · Golf · Gymnastiek · Handbal · Judo · Kanovaren · Paardensport · Roeien · Schermen · Schietsport · Schoonspringen · Tafeltennis · Tennis · Voetbal · Volleybal · Waterpolo · Wielersport · Worstelen · Zeilen · Zwemmen